# Mèlete
Mèlete (del grec Μελέτη), segons la mitologia grega, és una de les tres muses antigues.